# Theridion differens
Theridion differens là một loài nhện trong họ Theridiidae.
Loài này thuộc chi Theridion. Theridion differens được James Henry Emerton miêu tả năm 1882.